# Back to the Blues
Back to the Blues — студийный альбом ирландского гитариста и певца Гэри Мура, изданный в 2001 году.

## Стиль, отзывы критиков
Хэл Хоровиц, критик сайта Allmusic.com, поставил альбому две с половиной звезды из пяти. По его мнению, диск, выдержанный в традиционной для Мура стилистике «блюз-рока на электрогитаре», логично продолжает линию таких альбомов музыканта, как Still Got the Blues, After Hours и Blues Alive. Рецензент заметил, что несмотря на то, что гитарные соло по-прежнему энергичны, а вокал узнаваем и приятен, большинство композиций воспринимаются лишь как «немного переделанная блюзовая классика». Тем не менее, Хоровиц оценил альбом в целом как «удовлетворительный, хотя и не вполне свежий».

## Список композиций
1. «Enough Of The Blues» — 4:47
2. «You Upset Me Baby» — 3:13
3. «Cold Black Night» — 4:18
4. «Stormy Monday» — 6:53
5. «I Ain’t Got You» — 2:53
6. «Picture Of The Moon» — 7:14
7. «Looking Back» — 2:19
8. «The Prophet» — 6:19
9. «How Many Lies» — 6:09
10. «Drowning In Tears» — 9:20

## Участники записи
- Гэри Мур — гитара, вокал, бас-композиция
- Вик Мартин — клавишные
- Даррин Муни — ударные (методом наложения)
- Франк Мид — саксофон
- Ник Пэйн — саксофон-баритон, бас-композиция
- Ник Пентелоу — тенор-саксофон